# Tagela cossula
Tagela cossula är en fjärilsart som beskrevs av Rothschild 1917. Tagela cossula ingår i släktet Tagela och familjen tandspinnare. Inga underarter finns listade i Catalogue of Life.